# Chlorops smirnovi
Chlorops smirnovi är en tvåvingeart som beskrevs av Nartshuk 1975. Chlorops smirnovi ingår i släktet Chlorops och familjen fritflugor. Inga underarter finns listade i Catalogue of Life.